# 固体高分子形燃料電池
固体高分子形燃料電池（こたいこうぶんしがたねんりょうでんち、英語: polymer electrolyte fuel cell, PEFC）は、イオン伝導性を有する高分子膜（イオン交換膜）を電解質として用いる燃料電池である。
これまで様々な呼称があり、初期はプロトン交換膜燃料電池（英語: proton exchange membrane fuel cell, PEMFC）とも呼ばれていたが、1992年（平成4年）に通商産業省がニューサンシャイン計画を導入する際、アメリカ合衆国の学術的呼称である polymer electrolyte fuel cell の日本語翻訳として「固体高分子型燃料電池」という語を用いるようになってから、次第にPEFCという略称とともに、呼称が定着するようになってきた。
日本産業規格における標準用語を燃料電池に対して制定された際、タイプを示す言葉として形が用いられていることから、このタイプの燃料電池のことを「固体高分子形燃料電池」と定められ、定着した。

## 構造と原理

PEMの模式図

固体高分子形燃料電池の基本構造は、燃料極（負極）、固体高分子膜（電解質）、空気極（正極）を貼り合わせて一体化した膜/電極接合体 (Membrane Electrode Assembly, MEA) と呼ばれる基本部品を、反応ガスの供給流路が彫り込まれたバイポーラプレート (bipolar plate) と呼ばれる導電板で挟みこんで1つの基本単位を構成し、これを特に単セル (single cell) と呼ぶ。単セルでは運転時に約0.7Vの電圧を発生する。この単セルを積層して直列接続し高電圧を得られるようにした物をセルスタック (fuel cell stack) と呼ぶ。
燃料極（負極）では、水素やメタノールなどの燃料が供給され、
{\displaystyle {\ce {H2->{2H^{+}}+2{\it {{e}^{-}}}}}}
（メタノールを用いた場合は {\displaystyle {\ce {{CH3OH}+H2O->{CO2}+{6H^{+}}+6{\it {{e}^{-}}}}}}）
の反応によって、プロトン（水素イオン、H+）と電子に分解する。この後、プロトンは電解質膜内を、電子は導線内を通って、空気極へと移動する。一般に、カーボンブラック担体上に白金触媒、あるいはルテニウム-白金合金触媒を担持したものが用いられる。
固体高分子膜（電解質）は、燃料極で生成したプロトンを空気極へと移動する働きを持つ。当初はスルホ系イオン交換樹脂がジェミニ宇宙船に搭載されたが、現在では、プロトン伝導性の高さと安定性から、主にナフィオン（Nafion、デュポンの商標）などのスルホン酸基を持ったフッ素系ポリマーが用いられている。日本産のフッ素膜も用いられることが多く、旭硝子 (Flemion)、旭化成 (Aciplex) 等が知られる。この膜中において、プロトンは水和されてスルホン酸基上を移動する。
したがって、膜中の水分が燃料極から空気極へと移動することになる。このままでは燃料極側では水分が徐々に失われてしまうので、燃料には水分を含ませる必要がある。この「水を使用する」という条件から、フッ素系は0℃以下、または100℃以上での使用が出来ないのが欠点である。そのため、無加湿・中高温条件において、使用可能な高分子膜の開発が急務である。
また、燃料としてメタノールを用いる場合は、メタノールが電解質膜を透過してしまう「クロスオーバー現象」が発生する。クロスオーバーの結果、メタノールは空気極でも反応してしまい、起電力を大きく低下させる。特に、出力密度を向上させるためメタノール濃度を高くするとクロスオーバーは顕著となる。最近ではこのクロスオーバーを抑制するために、多孔性ポリイミドやプロトン伝導ガラスを利用する方法などが研究されている。
空気極（正極）では、電解質膜から来たプロトンと、導線から来た電子が空気中の酸素と反応して、
{\displaystyle {\ce {{4H^{+}}+{O2}+4{\it {{e}^{-}}}->2H2O}}}
の反応により水を生成する。が、実際はこの「酸素4電子還元」反応の効率はきわめて悪く、起電力を下げる原因になっている。カーボンブラック担体上に、白金触媒を担持したものが用いられる。
以上の反応から、理論上は約1.2Vの電圧が得られるが、電極反応の損失があるため実際に得られる電圧は約0.7Vとなる。また、燃料効率や寿命、触媒である白金が高価かつ希少であるため、改善すべき課題は極めて多い。なお自動車用燃料電池では、小型自動車でも1台あたり32gの白金が必要で、資源的制約が厳しい上、自動車1台当たり1億円程度の製造費用がかかると言われている。

## 燃料
燃料は多様な候補が検討されている。しかし、電極触媒として用いられている白金は一酸化炭素で容易に被毒され、すぐに活性を失ってしまうため、燃料中の一酸化炭素が10ppm以下であるという条件がつく。したがって、特に改質による燃料供給は装置が大型化してしまうという問題がある。改質ガスなど燃料に一酸化炭素が含まれる場合は、触媒の一酸化炭素による被毒を回避するために（一酸化炭素）選択酸化反応 (PROX: Preferential Oxidation) により、選択的に一酸化炭素を酸化して除去する。
水素
排気ガスとして、水しか発生しないゼロ・エミッション燃料として注目されている。天然資源として産出しないため、別のエネルギー源から製造しなければならないことや、常温常圧では爆発性の気体である水素を、いかにして安全にかつ大量に貯蔵するのかなど、克服すべき課題は多い。数百気圧での圧縮貯蔵やデカリンや水素吸蔵合金などを用いた水素貯蔵が提案されている。
都市ガス
都市ガスを改質して水素を作って、その水素を燃料に発電する家庭用の場合、多量の二酸化炭素を発生させる。発電効率は現在30数%であり、一般的な火力発電所の熱効率である40%を越えない場合、廃熱を上手に利用しないと二酸化炭素の削減効果は望めない可能性がある。従って、給湯需要とのバランスが重要であり、需要予測技術などの研究が進められている。その他にも、耐久性やコストなど課題は多いものの、発電と熱供給を併せた総合熱効率は80%程度と高い。2005年度より東京ガスが松下電器産業（現 パナソニック）、荏原バラード製、大阪ガスが三洋電機（現ENEOSセルテック）、東芝燃料電池システム製のエネファーム一般向け導入を開始した。この導入は有償モニター契約による。第1号機は総理大臣公邸に導入されている。また、都市ガスに付臭されている有機硫黄化合物は、改質触媒に致命的な損害を与える。したがって予めこれを除去しなくてはならず、改質系はより大きなものとなってしまう。
メタノール
メタノール燃料を用いた燃料電池は小型化が比較的容易なため、内外電機各社により実用試作機が盛んに作られている。メタノールを直接セルに投入する「直接メタノール方式(DMFC)」と、改質器を用いて水素ガスを取り出す「メタノール改質方式」の2つの方式がある。メタノール改質方式は、より多くの水素をセルに投入できるが、改質器が必要なため小型化が困難である。メタノール燃料電池は、中間生成物としてホルムアルデヒドなどの有毒物質を微量ながら発生する（メタノール自体も有毒である）、メタノールがクロスオーバーし、効率が低下するという問題がある。
ガソリン
ガソリンに改質器を用いて水素ガスを取り出すことで、燃料電池に用いることができる。排気ガスとして二酸化炭素や窒素化合物を放出するが、既存のガソリンスタンドをそのまま利用出来るため、既存のインフラストラクチャーが流用可能で、自動車への応用は比較的容易である。但し、改質装置は大型であり、コーキングの問題が深刻であり、自動車に搭載するのは無理なため、固定式の改質装置により発生した水素を、自動車へ供給する水素ステーション方式が有望である。
石炭
石炭をガス化したものは、一酸化炭素や水素を主成分としており、溶融炭酸塩形や固体酸化物形燃料電池の燃料に利用できる可能性があるが、硫黄や煤塵などの不純物を含むため対策が必要である。
ボロハイドライド系燃料
水素とホウ素の化合物であるボロハイドライド系の燃料は、1セルあたりの理論出力が1.64Vと高いため、注目されている。空気極に過酸化水素水 (H2O2) を供給することで、さらに出力を上げることが可能である。
その他、燃料の候補としてジメチルエーテル(CH3OCH3) が挙げられる。改質器が不要な「直接ジメチルエーテル方式 (DDFC)」として燃料の毒性の低い安全性が利点である。